# Офер Керцнер
Офер Керцнер (Кержнер) (івр. עופר קרז'נר; нар. 1957) — ізраїльський бізнесмен, новатор і інвестор; отримав нагороду в номінації «Кращий креативний інвестор за часів кризи»[значущість факту?]. Почесний консул України у Єрусалимі.

## Життєпис
Народився у 1957 році в Ізраїлі.
У 1975—1983 рр. — служив пілотом в ізраїльській армії.
У 1983—1990 рр. — він реалізував проєкт зі створення національної мережі аптек. В цей же період він вклав інвестиції в ресторанний бізнес. Отримав офіційну ліцензію MGM[що це?] для Ізраїлю. Почав займатися виготовленням і постачанням хлібобулочної продукції в мережі супермаркетів і розвитком мережі міні-пекарень. Досягнувши найвищого рівня розвитку бізнесу, проєкт був проданий стратегічному інвесторові.
Починаючи з 1990 року, Керцнер взявся за розвиток національної мережі закладів швидкого харчування. До моменту завершення проєкту, в нього входила 81 торгова точка.
У 1995 році Офер Керцнер звернув увагу на ринок СНД і почав імпортувати в РФ горілчані вироби і фрукти.
У 1998 році він переїхав до Києва, почав досліджувати ринок нерухомості і вивчати Законодавство України. Пізніше почав втілювати проєкти по нерухомості.
У 2001 році Офер Керцнер став співзасновником девелоперської компанії DeVision, раніше відомої як First Ukrainian Development. Основними проєктами компанії стали: торговий центр на шосе в столиці, житлові комплекси на вулиці Срібнокільській і на проспекті Миколи Бажана, 5-зірковий готельний комплекс в центрі Києва і гольф клуб в Конча-Заспі.
У 2007 році Керцнер став власником компанії City Capital Group, найвідомішими проєктами якої стали: торговий комплекс на Лівому березі Києва, багатофункціональний комплекс на Лівому березі Києва, готельний комплекс на Бориспільській трасі, котеджне містечко в Конча-Заспі і інші.
Зараз Офер Керцнер є одним з найуспішніших[ненейтрально] ізраїльських бізнесменів, що працюють в Україні в сфері нерухомості. Він займається підприємницькою діяльністю в Україні вже більше 12 років.
В червні 2025 року офіційни ЗМІ заявили про купівлю Офером Керцнером бізнес-центру «Леонардо» та ТРЦ «Універмаг «Україна»» у Києві. Вартість угоди оцінюється в 70 – 100 мільйонів доларів, а загальна площа об'єктів становить 105 тисяч квадратних метрів.

## Громадські проєкти
З перших днів повномасштабного вторгнення РФ на території арт-комплексу «Платформа» було організовано найбільший гуманітарний центр на Лівому березі Києва. Згодом було збудовано «Непереможне місто» площею 68 000 квадратних метрів.
На початку березня 2022 року Офер Керцнер організував лікування дітей із онкологічними захворюваннями, яке проходило в Ізраїлі, у дитячій клініці Schneider. Для цього було проведено спеціальну евакуаційну операцію з доставки дітей до Бухаресту, а звідти їх вивезли спецрейсом до Ізраїлю. 
Офер Керцнер організував гуманітарну допомогу найбільш постраждалим містам по всій Україні у Запорізькій області, Чернігівській області та Херсону відразу після звільнення. У червні 2023 року передано десятки тон допомоги населенню після підриву Каховської ГЕС. 
У 2024 році на території маркет-молу "Даринок" відкрито консультаційний центр ЗСУ.